# Pearse Island
Pearse Island is een eiland in het westen van Brits-Columbia in Canada.

## Geografie
Het eiland is 210 vierkante kilometer groot. Ten noordwesten van het eiland ligt het Pearse Canal (met maritieme grens tussen Canada en de Verenigde Staten) die het scheidt van het vasteland van Alaska, ten noordoosten ligt het Portland Canal die het scheidt van het vasteland van Canada, in het zuidoosten ligt de Portland Inlet die het scheidt van het vasteland van Canada en Somerville Island en in het zuidwesten ligt de Wales Passage die het scheidt van Wales Island. Ten noordoosten van het eiland komen het Portland Canal en de Observatory Inlet en vormen de Portland Inlet.
De wateren rond het eiland liggen in de mariene ecoregio Noord-Amerikaans Pacifisch Fjordland.

## Geschiedenis
Het eiland werd voor het eerst in kaart gebracht in 1793 door George Vancouver tijdens zijn expeditie van 1791-1795. Het werd vernoemd door George Henry Richards, kapitein van HMS Plumper, rond 1860, ter ere van William Alfred Rombulow Pearse van de Royal Navy, die commandant was geweest van HMS Alert.